# Pixar
Pixar Animation Studios, conocido como Pixar, es un estudio cinematográfico de animación por computadora subsidiario de Walt Disney Studios y propiedad de The Walt Disney Company con sede en Emeryville, Estados Unidos. Su origen se remonta a 1979, cuando comenzó a operar como The Graphics Group, la división computacional de Lucasfilm. Casi una década después fue adquirida por Steve Jobs, que invirtió en su capital para establecerla como una empresa independiente de animación. En 1995 Pixar produjo Toy Story, el primer largometraje animado por computadora en la historia del cine. Después de años de colaboración marcados por varias producciones exitosas, Disney adquirió el estudio en 2006.
Su filmografía, producida con su software RenderMan, incluye algunas de las películas animadas más exitosas y elogiadas de todos los tiempos. Su equipo ha recibido premios por sus logros técnicos en el cine de animación. Para sus largometrajes desarrolló el método Pixar Braintrust destinado a la comunicación, supervisión y seguimiento del equipo involucrado en una película. Además de sus producciones cinematográficas, otros productos de Pixar incluyen videojuegos, programas de televisión, software de animación y anuncios comerciales.

## Historia

### 1976-1989: antecedentes y primeras animaciones
Los antecedentes de Pixar se remontan a 1974, cuando Alexander Schure, fundador del Instituto de Tecnología de Nueva York y propietario de un estudio de animación, creó el Computer Graphics Lab con el afán de producir la primera película animada por computadora en la historia del cine. Sus primeros empleados fueron Ed Catmull, Malcolm Blanchard, Alvy Ray Smith y David DiFrancesco. Pese a que el área fue pionera en técnicas fundacionales de la computación gráfica y llegó a producir una cinta experimental titulada The Works, pronto tuvo problemas financieros y seis de sus empleados, entre ellos Catmull y Smith, renunciaron para irse a trabajar con George Lucas en The Graphics Group, la división computacional del estudio Lucasfilm. Esta había comenzado sus operaciones en 1979 con el objeto de desarrollar «tecnología computacional de vanguardia». Catmull y Smith se involucraron en la producción del precursor de RenderMan, un algoritmo de renderizado conocido como REYES (por sus siglas en inglés: «renders everything you ever saw»), y desarrollaron otras tecnologías como los «efectos de partículas» y ciertas herramientas de animación.

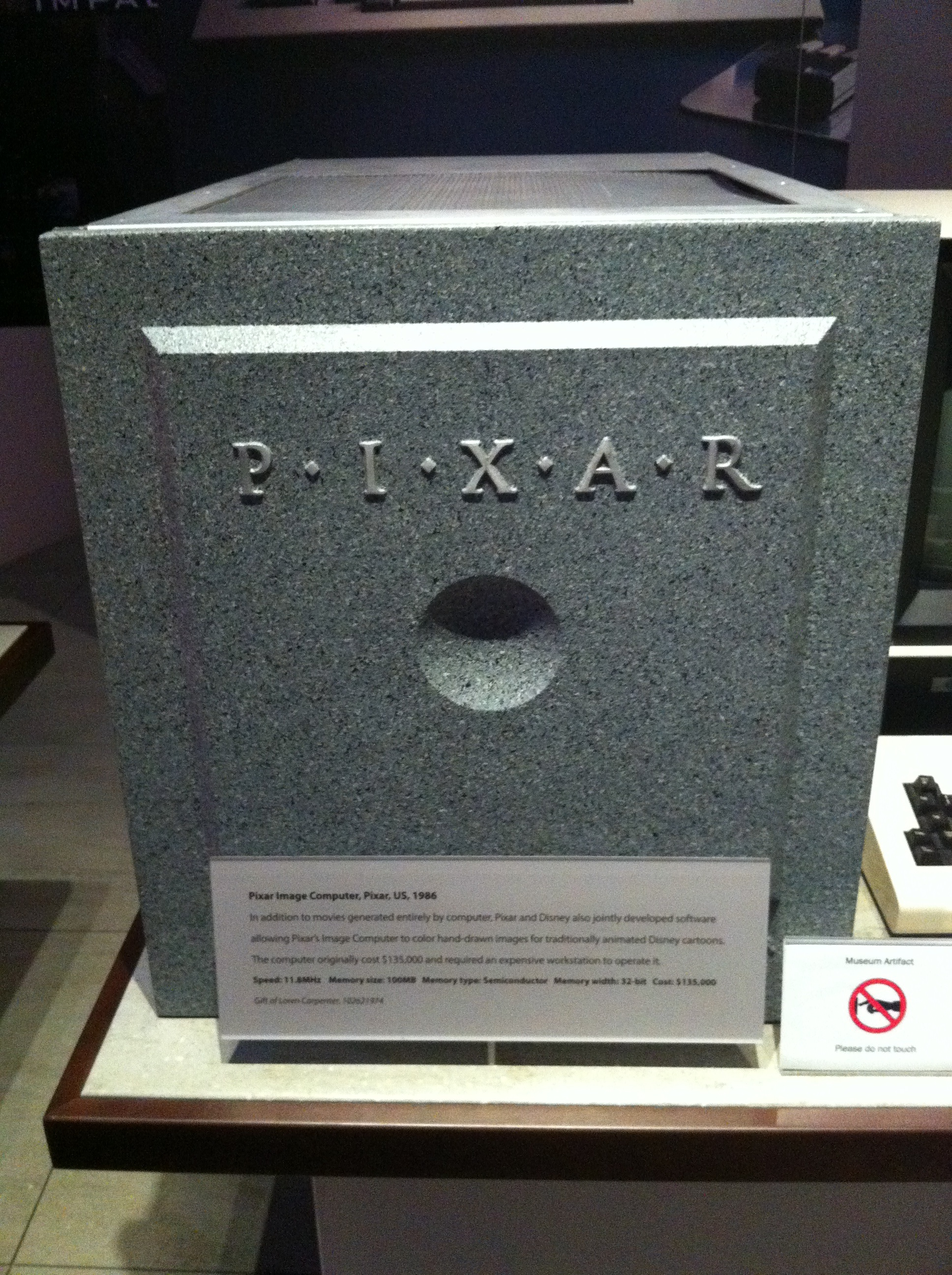
Fotografía de una Pixar Image Computer, en el Museo Histórico de Ordenadores.

En 1982 el equipo empezó a colaborar con Industrial Light & Magic en la producción de secuencias cinematográficas de efectos especiales y, dos años después, estrenó la animación Las Aventuras de André y Wally B. de John Lasseter en el SIGGRAPH. Después de años de investigación e hitos claves para el estudio como el «efecto Génesis» de Star Trek II: la ira de Khan y el caballero del vitral de Young Sherlock Holmes, Lucasfilm buscó escindir el equipo y entabló conversaciones con General Motors y Philips para la eventual transacción de The Graphics Group. La primera tenía pensado destinarlo al diseño de automóviles, mientras que Philips quería utilizar su tecnología para el renderizado de tomografías. Sin embargo, el acuerdo no se concretó y, en cambio, fue adquirida por Steve Jobs por cinco millones de dólares, poco después de su salida de Apple Computer. Este último decidió establecerla como una nueva compañía conformada por los 40 empleados de The Graphics Group, capitalizó cinco millones de dólares adicionales y nombró a Catmull y Smith como presidente y vice.
Aunque la intención de la nueva empresa, y uno de los motivos por los que fue rechazada la transacción con General Motors y Philips, era producir el primer largometraje digital animado en la historia, por un tiempo estuvieron funcionando como una compañía de venta de hardware cuya principal oferta era la Pixar Image Computer. Dicho sistema estaba dirigido a agencias gubernamentales y a la comunidad médica, aunque no tuvo el alcance esperado, era costoso y solo vendió 300 unidades. Walt Disney Studios era uno de sus clientes y buscaba incorporar el lenguaje de la Image Computer a su proyecto Computer Animation Production System (CAPS), con el que esperaba automatizar la animación de sus películas. En agosto, Lasseter, que hasta entonces había estado trabajando en algunas animaciones para probar la capacidad de la Image Computer, estrenó Luxo Jr. en el SIGGRAPH. La reacción de la audiencia fue positiva y el primer cortometraje de Pixar recibió una nominación a los premios Óscar como «Mejor corto animado». En 1987, de vuelta en el SIGGRAPH, Pixar mostró el corto Red's Dream que incluyó escenas renderizadas con la Image Computer e innovadores efectos de lluvia e iluminación en comparación con Luxo Jr. El siguiente cortometraje, Tin Toy, además de ser presentado tanto en el SIGGRAPH como en el Ottawa International Film Festival, obtuvo el Óscar como «Mejor cortometraje animado».
En 1988, la compañía lanzó la Pixar Image Computer II (P-II) y comenzó a trabajar en el software de animación RenderMan. En julio de 1989, Jobs firmó un convenio con el estudio Colossal Pictures para la creación de comerciales televisivos y películas promocionales. De esta colaboración surgieron comerciales para diversos productos, entre ellos una marca de dulces de Life Savers (que tardó tres meses en ser completado), la Lotería de California, Trident y Listerine. RenderMan comenzaba a llamar la atención de empresas tecnológicas como IBM e Intel, que adquirieron su licencia durante esta etapa. Ese año, el estudio estrenó el corto Knick Knack, producido en 3D estereoscópico y «uno de los últimos cortos animados personalmente por Lasseter durante los años independientes de Pixar».

### 1990-2000: primeros largometrajes animados por computadora
En abril de 1990, Pixar vendió su división de hardware a Vicom Systems, y ese año los estudios fueron trasladados al parque científico Point Richmond Tech Center, en la ciudad de Richmond, California. Durante ese periodo surgieron las primeras conversaciones con Walt Disney Feature Animation, que estaba interesado en realizar una película basada en el exitoso Tin Toy. Con tal de reducir los costos operativos del estudio y mejorar su situación financiera, Jobs hizo recortes masivos de personal a principios de 1991. Para marzo de 1991 la cantidad de empleados en Pixar era la misma que tuvo en sus primeros años. A mediados de año llegó a un acuerdo por 26 millones USD con Disney para la realización de tres películas animadas, que incluía al filme basado en Tin Toy que más tarde se convertiría en Toy Story. El acuerdo estipuló que Pixar habría de crear las películas, mientras que Disney brindaría los recursos necesarios para su producción, promoción y distribución, quedándose con los derechos y licencias de mercadotecnia de sus productos. También obtendría la mayor parte de las ganancias, y Pixar solo obtendría un reducido porcentaje de los ingresos de taquilla y de la venta de los formatos de vídeo.
Pixar continuó realizando anuncios comerciales de Listerine y algunos productos de Lifesavers, mientras llevaba la producción de su primer largometraje. Sus animaciones le concedieron varios premios y distinciones entre 1992 y 1994, y a mediados de 1994 Lasseter, Andrew Stanton, Pete Docter y Joe Ranft esbozaron los argumentos de A Bug's Life, Monsters, Inc. y Buscando a Nemo. Pese a lo anterior, el estudio registró pérdidas por 2.4 millones USD ese año a causa de sus problemas financieros. Dicha situación llevó a que Jobs considerara su venta a Microsoft, sin embargo, cambió de decisión cuando The New York Times publicó una reseña en la que pronosticaba que Toy Story acabaría siendo un éxito notable para el estudio, sumado al esperado anuncio por parte de Disney en el que daba a conocer la distribución de dicha película para la temporada navideña de 1995. En febrero de 1995 Jobs se nombró presidente y director ejecutivo, al mismo tiempo que se llevaban a cabo las labores de producción de A Bug's Life, también dirigida por Lasseter en coordinación con Stanton. La firma de un nuevo contrato con Microsoft consistente en la adquisición de varias licencias de RenderMan permitió que Pixar registrara sus primeras ganancias a lo largo de su historia, al generar 3.1 millones de ingresos netos.
Toy Story recaudó más de 361 millones USD en todo el mundo y obtuvo tres nominaciones en los premios Óscar. La Academia de Artes y Ciencias Cinematográficas reconoció la dirección de Lasseter con una estatuilla especial por «desarrollar e inspirar la aplicación de técnicas que han hecho posible el primer largometraje animado por computadora». En noviembre de 1995 la compañía realizó su primera oferta pública de venta (OPV) y superó a Netscape como la mayor OPV del año; tan solo en la primera media hora de venta, sus acciones pasaron de 22 a 45 USD e incluso la venta tuvo que ser retrasada debido a la gran cantidad de órdenes de compra que se registraron. El éxito de Toy Story permitió que Pixar invirtiera en la construcción de sus nuevas oficinas en Emeryville, California, diseñadas por la firma PWP Landscape Architecture e inauguradas el 27 de noviembre de 2000. El estudio continuó produciendo comerciales para empresas como The Coca-Cola Company y desarrollando sus siguientes largometrajes como parte del acuerdo con Disney.
En febrero de 1997, Disney y Pixar extendieron su colaboración y acordaron la producción de cinco películas más a estrenarse en un lapso de diez años, con la misma distribución de ganancias para ambos estudios. Al mes siguiente Pixar confirmó la producción de Toy Story 2, sin embargo, Disney no lo consideró como parte del nuevo acuerdo, pues tenía por costumbre destinar las secuelas de sus filmes exclusivamente al mercado de formatos de vídeo. No obstante, una vez que Pixar le mostró algunas escenas de la película, cambió de opinión y anunció su distribución en salas de cine, siendo la segunda vez en que Disney exhibía una secuela en cines en toda su historia (la anterior había sido The Rescuers Down Under, en 1990). A finales de año, Pixar estrenó Geri's Game, su primer corto desde Knick Knack, que se hizo acreedor al Óscar como «Mejor cortometraje animado» en 1998. Por su parte, A Bug's Life se estrenó en noviembre de 1998 y obtuvo una recaudación mundial de 363 millones USD, además de una nominación al Óscar. Al mes siguiente Lasseter, Stanton y Docter se integraron al equipo de producción de Toy Story 2 y el guion de la película fue reescrito. Lasseter asumió la dirección junto con Lee Unkrich y Ash Brannon. Su producción comenzó en enero de 1999 y durante los siguientes nueve meses el personal tuvo que trabajar contra reloj para cumplir con la fecha programada de estreno. Las largas e intensas jornadas de trabajo causaron síndrome del túnel carpiano en algunos animadores y lesiones por movimientos repetitivos en otros. Para noviembre se estrenó Toy Story 2; que con 485 millones USD fue la película animada con mayores recaudaciones del año, superando de forma significativa los ingresos obtenidos por las anteriores producciones del estudio. Es la tercera película con más ingresos en salas de cine en 1999, solo superada por The Sixth Sense y Star Wars: Episode I - The Phantom Menace. Recibió críticas positivas en su mayoría, una nominación al Óscar y otros premios como el Globo de Oro a la «Mejor película (comedia o musical)» y varios galardones Annie.

### 2001-2004: conflicto con Disney
La producción de Toy Story 2 deterioró la relación sostenida por ambos estudios hasta entonces. Pixar consideraba que las ganancias no eran equitativas, ya que Disney estaba a cargo solo de la mercadotecnia y distribución mientras que ellos se encargaban de toda la labor creativa. Si bien ahora los costos de producción eran sufragados a partes iguales, el acuerdo seguía otorgándole a Disney los derechos y licencias de cualquiera de sus largometrajes, además de una cuota por distribución de entre el 10 y 15 % por cada película.
En 2001 Catmull asumió la presidencia del estudio, y en noviembre estrenó Monsters, Inc., dirigida por Docter. Su producción requirió varios avances tecnológicos inéditos para el estudio: desde el incremento de la granja de render (que aumentó a 3500 procesadores Sun Microsystems, en comparación con los 1400 de Toy Story 2 y los 200 de Toy Story) hasta la creación de nuevo software de renderización para proporcionar una mayor sensación de realismo a la interacción entre los distintos elementos animados de la película. Logró recaudar 562 millones USD en todo el mundo. Más tarde, Rob Cook, Loren Carpenter y Ed Catmull recibieron un premio Óscar al mérito por los «significativos avances en la renderización de películas, ejemplificados por el RenderMan de Pixar». En mayo de 2003 Pixar estrenó su quinta película, Buscando a Nemo (dirigida por Stanton y Unkrich), otro éxito en taquilla y crítica además de ser su primera producción en recibir el Óscar como la «Mejor película de animación», además de otras tres nominaciones. Con una recaudación de 936 millones USD, Buscando a Nemo se convirtió en la 32.ª película con mayores recaudaciones de la historia, y la quinta con mayores ingresos en el apartado de la animación. Es la segunda película con mayores recaudaciones en 2003, solo superada por El Señor de los Anillos: el retorno del Rey.
Mientras tanto, Disney y Pixar seguían sin acordar los términos de su colaboración: en esta ocasión Pixar sugería que Disney se limitara a la distribución, y les cediera enteramente el control de la producción y los derechos de mercadotecnia de sus películas. A cambio habría de obtener hasta un 10 % de las ganancias como cuota de distribución, mientras que Pixar obtendría las ganancias restantes. Dichas condiciones debían entrar en vigencia a partir de ese momento, incluyendo las últimas dos películas de su último acuerdo (The Incredibles y Cars, bajo las direcciones respectivas de Brad Bird y Lasseter), las cuales ya se encontraba produciendo el estudio en ese momento. Pese a que los estudios cedieron en ciertas condiciones, las negociaciones colapsaron. Tras el lanzamiento del corto Boundin', el 30 de enero de 2004 Pixar rompió relaciones con Disney, en ese entonces encabezada por Michael Eisner. La prensa especuló que las diferencias entre Eisner y Jobs habían sido cruciales en aquella decisión. Después del estreno de Cars, la última colaboración entre ambas empresas, Jobs reveló sus intenciones de explorar otras opciones de distribución a partir de 2006, al tiempo que Disney, todavía poseedora de los derechos sobre los largometrajes de Pixar, establecía Circle 7 Animation. Con esta nueva división de animación esperaba producir Toy Story 3 y Monsters, Inc. 2. En agosto de 2004 Pixar firmó un acuerdo con THQ para la producción de videojuegos inspirados en sus siguientes películas.

### 2005-2015: adquisición, subsidiaria y producción de secuelas
En marzo de 2005 Robert Iger sustituyó a Eisner como presidente de Disney y restableció las relaciones con Pixar. Tras analizar la situación financiera de Disney en esos últimos años y consciente de la popularidad alcanzada por las producciones de Pixar, Iger sometió a consulta la posible adquisición de Pixar ante el consejo de administración y accionistas del estudio. Al 26 de enero de 2006 Disney anunció la compra de Pixar por 7400 millones USD, la clausura de Circle 7, y los nombramientos de Catmull y Lasseter como presidente y director creativo de Walt Disney Feature Animation (más tarde renombrada a Walt Disney Animation Studios). La adquisición no implicó la fusión entre dichas compañías, por lo que Pixar continuaría funcionando como una entidad separada y mantendría intacto desde el nombre y sede hasta ciertas políticas internas. Catmull continuaría al frente de la presidencia de Pixar. La primera película estrenada tras la compra del estudio fue Cars, seguida del cortometraje Lifted.
Entre 2007 y 2008 Pixar estrenó Ratatouille y WALL·E, dirigidos por Bird y Stanton. Esta película tuvo el mayor presupuesto en la historia de la compañía hasta entonces (180 millones USD). Uno de sus productores, Jim Morris, fue nombrado gerente general de Pixar en septiembre de 2008. En 2009 ocurrió el lanzamiento de Up, cinta dirigida por Docter cuyos ingresos en taquilla le llevaron a ser la segunda película con mayores recaudaciones del estudio, solo por debajo de Buscando a Nemo. Ganó el premio Óscar como «Mejor película animada» y Catmull recibió el reconocimiento Gordon E. Sawyer. En septiembre, la compañía Luxo demandó a Pixar por infringir los derechos de su marca registrada al ofrecer a la venta réplicas de Luxo Jr. El asunto quedó resuelto cuando Disney informó el cese de producción de dichas lámparas.
También en 2009 Lasseter, Bird, Docter, Stanton y Unkrich recibieron de manos de George Lucas el León de Oro a la trayectoria en el Festival Internacional de Cine de Venecia. Durante la premiación, se mostraron las primeras escenas de Toy Story 3 (dirigida por Unkrich) y la reedición de Toy Story 2 en formato 3D. La tercera película de Toy Story representó un desafío adicional para los animadores de Pixar al tener que volver a crear cada uno de los elementos y modelos que ya habían usado en las dos películas anteriores de la serie. Tras su estreno en 2010, superó incluso las recaudaciones obtenidas en conjunto porToy Story y Toy Story 2 y se convirtió en la película animada más exitosa en la historia del cine, récord rebasado tres años después por Frozen, de Disney. Es una de las diez películas con las mayores recaudaciones de todos los tiempos y la primera en rebasar la recaudación de mil millones de dólares. El siguiente cortometraje de Pixar, Día y noche, combinó elementos de animación en 2D y 3D, y obtuvo una nominación al Óscar al «Mejor cortometraje animado». Producers Guild of America premió a Lasseter con el premio especial David O. Selznick.

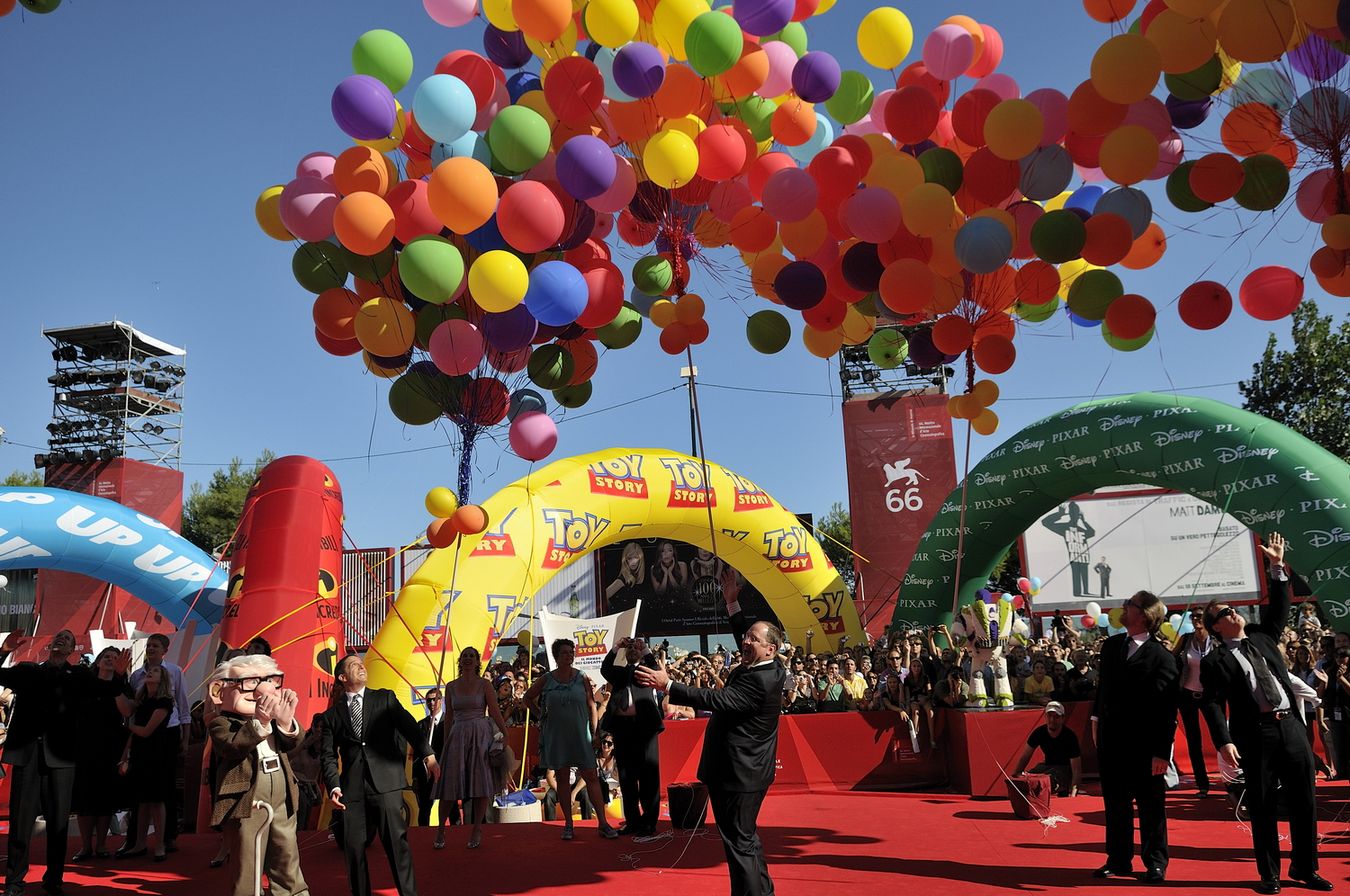
Decoraciones alusivas a Up en su estreno en el Festival Internacional de Cine de Venecia, en 2009.

En abril de 2010, el estudio fundó Pixar Canada, una subsidiaria con sede en Vancouver y encargada de producir cortometrajes acerca de algunos personajes de Pixar. En sus tres años de existencia, Pixar Canada produjo ocho cortos basados en Toy Story y Cars. Entre 2011 y 2013 Pixar estrenó Cars 2, Brave y Monsters University (dirigidas por Lasseter, Mark Andrews y Brenda Chapman, y Dan Scanlon) así como el corto Vacaciones en Hawaii de Pixar Canada. Pese a las expectativas, Cars 2 alcanzó una calificación aprobatoria de 39 % en el sitio recopilador Rotten Tomatoes, además de ser el primer filme de Pixar que no obtuvo ninguna nominación por la Academia de Artes y Ciencias Cinematográficas. En junio de 2013 Pixar enfrentó una nueva demanda por impedir la contratación de empleados de otras compañías de Lucasfilm, Google e Intel. El retraso en el estreno de la siguiente producción de Pixar, The Good Dinosaur (considerado para mayo de 2014, pero desplazado hasta noviembre de 2015) ocasionó el recorte de un 5 % de los empleados del estudio. Medios como Indiewire hicieron notar que el estudio presentaba un declive en la calidad de sus últimas producciones marcado por su dependencia en la producción de secuelas. Con excepción de Cars en 2006, las películas estrenadas entre 2011 y 2013 tuvieron las peores reseñas jamás proporcionadas por algún medio a una producción de Pixar.
Por primera vez en casi una década, debido al retraso de The Good Dinosaur y Buscando a Dory (secuela de Buscando a Nemo), Pixar no estrenó ningún largometraje en 2014. En noviembre, Jim Morris fue nombrado presidente de Pixar y se anunció la producción de Toy Story 4. A mediados de 2015 se estrenó Inside Out, la tercera película con mayores recaudaciones del estudio hasta entonces, bajo la dirección de Docter y acreedora al Óscar como «Mejor película animada», un logro que el estudio no había tenido desde hacía tres años con Brave. Obtuvo una nominación como «Mejor guion original» en la misma ceremonia, siendo la única producción animada entre las competidoras. Para varios críticos, Inside Out representó el retorno de Pixar a «un mejor estado». En contraste, The Good Dinosaur, estrenado en noviembre y dirigido por Peter Sohn, recaudó 332 millones USD, la de menores ingresos del estudio.

### 2016-actualidad: cambios organizacionales y producciones para Internet
Stanton dirigió la siguiente cinta del estudio, Buscando a Dory, que tras su estreno en junio de 2016 rompió varios récords de taquilla entre ellos el de la película animada con mayores recaudaciones en su día de estreno en EE. UU. y Canadá. Al año siguiente se estrenó Cars 3, que obtuvo mejores críticas que Cars 2 debido a la calidad de su animación y a la emotividad de su trama, además de ser la primera película dirigida por Brian Fee para el estudio. La primera producción original de Pixar desde The Good Dinosaur, así como el primer filme inspirado en una cultura extranjera, Coco, tuvo su estreno a finales de 2017 y contó con la dirección de Unkrich, con una trama basada en la festividad mexicana del Día de Muertos. En sus primeras dos semanas de exhibición en México recaudó más de 36 millones USD, con lo que se convirtió en la más taquillera en la historia de ese país. Obtuvo también un par de premios Óscar en las categorías de «Mejor película animada» y «Mejor canción original» —esta última por «Recuérdame»—.
En noviembre, los guionistas Rashida Jones y Will McCormack abandonaron la producción de Toy Story 4 debido a «diferencias creativas y filosóficas», aunque la prensa especuló que la verdadera razón de su salida estaba relacionada con un comportamiento inadecuado por parte de Lasseter, que hasta entonces era el director del proyecto. Tras la publicación de un reportaje en The Hollywood Reporter en el que se detalló más sobre esta conducta del cineasta, Lasseter se tomó un descanso de la empresa y dejó su puesto de forma definitiva a finales de 2018. A partir de este suceso, el estudio designó a Docter y Jennifer Lee como nuevos directores creativos de Pixar y Walt Disney Animation Studios. Catmull y Unkrich dejaron también sus puestos en la compañía en 2019.
En 2018 se estrenó el corto Bao, el primer filme de Pixar de esta categoría dirigido por una mujer, la cineasta Domee Shi, y cuya trama aborda las vivencias de una madre que sufre el síndrome del nido vacío. Obtuvo el Óscar como «Mejor cortometraje animado». En febrero de 2019 el estudio lanzó el programa SparkShorts destinado a jóvenes cineastas interesados en la producción de cortometrajes de distribución exclusiva para plataformas de Internet como Youtube. La primera entrega del proyecto, Purl, fue dirigida por Kristen Lester y cuenta con una trama relacionada con la diversidad de género en un entorno laboral. Otros cortos de este programa son Kitbull, que se destaca por utilizar la animación tradicional a diferencia del estilo digital característico del estudio desde su fundación; Smash and Grab, Float, Loop y Wind.
Las secuelas Los Increíbles 2 (2018) y Toy Story 4 (2019), a cargo de Bird y Josh Cooley, se hicieron acreedoras a varios reconocimientos y reseñas favorables, y obtuvieron recaudaciones superiores a los mil millones de dólares cada una. A finales de ese año, con motivo del lanzamiento de Disney+, se estrenaron vía streaming producciones como Forky Asks A Question y Lamp life que están ambientadas en la trama y personajes de Toy Story 4. De igual manera, la plataforma también incluye algunos cortometrajes de SparkShorts, y Pixar IRL (Pixar in Real Life), en la que se documentan los encuentros de personas disfrazadas como los personajes del estudio con otras personas en la vía pública.
A principios de 2020 se estrenó Onward, cinta dirigida por Scanlon que cuenta con las voces de Chris Pratt, Tom Holland y Julia Louis-Dreyfus. Se hizo acreedora de críticas favorables, y recaudó alrededor de 103 millones USD debido al cierre de salas de cine como consecuencia de la pandemia de COVID-19, lo cual motivó a su lanzamiento posterior a través de plataformas digitales.

## Filmografía

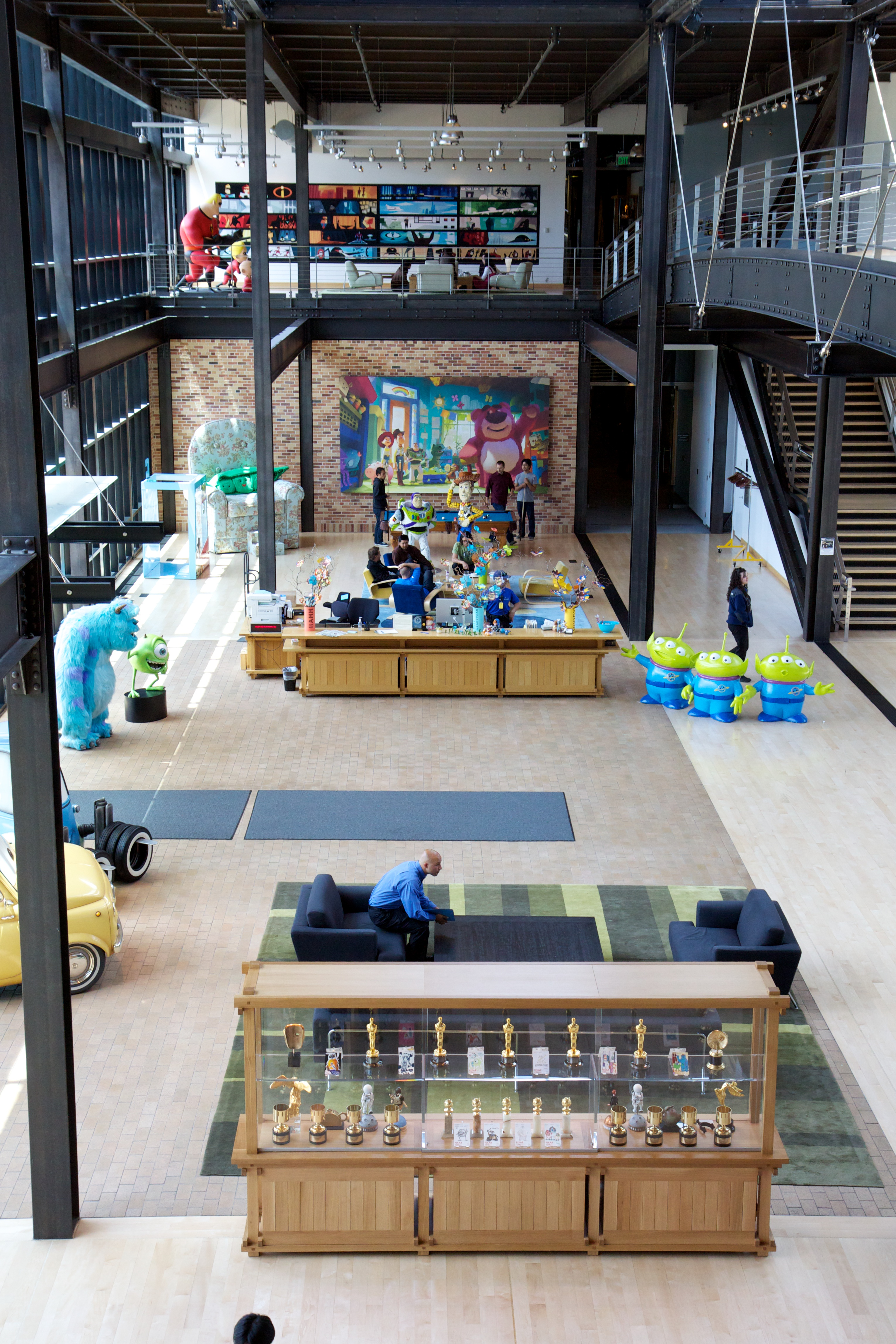
Atrio de las oficinas de Pixar, en Emeryville California, en 2010.

### Películas
Su primer largometraje, Toy Story, se estrenó en 1995. Algunos de los cineastas habituales del estudio son John Lasseter (cuya primera película fue Toy Story), Pete Docter (Monsters, Inc.), Andrew Stanton (Buscando a Nemo), Lee Unkrich (Toy Story 3) y Brad Bird (Los Increíbles).

### Cortometrajes
Los cortos suelen proyectarse junto con algún largometraje del estudio, que utiliza este tipo de producciones para desarrollar su tecnología de animación. Su primer corto, Las Aventuras de André y Wally B., fue estrenado en 1984 y contó con la dirección de Lasseter. Algunos son protagonizados por personajes de sus largometrajes, como es el caso de Mike's New Car (2002; inspirado en Monsters, Inc.)

### Programas de televisión
Su primera producción televisiva, Buzz Lightyear of Star Command: The Adventure Begins, consistió en una obra derivada de Toy Story. Disney Television Animation se encargó de su producción al igual que de la serie Buzz Lightyear of Star Command, transmitida por la cadena American Broadcasting Company en el 2000.
Otros programas de televisión incluyen la serie de cortos Cars Toons, transmitidos por Toon Disney y Disney Channel entre 2008 y 2010 y protagonizados por los personajes de Cars; Toy Story Toons, producidos por Pixar Canada; y los especiales Toy Story of Terror! y Toy Story That Time Forgot basados también en Toy Story. En este apartado se encuentran además las retransmisiones de sus largometrajes por alguna cadena televisiva; A Bug's Life fue la primera película de Pixar en ser transmitida bajo la modalidad de pago por evento, en el año 2000. Tres años después, Monsters, Inc. fue la primera película del estudio en difundirse en un canal de televisión por cable.

### Programas para Internet
Pixar ha producido y lanzado programas exclusivos para la plataforma de streaming Disney+ a partir de noviembre de 2019, que incluyen series y cortometrajes inspirados en algunas películas, como cortometrajes basados en Toy Story 4, y otras producciones animadas como la serie SparkShorts. En julio de 2021 se estrenó la serie Monsters at Work, continuación de Monsters, Inc., producida por Disney Television Animation, en la que Pixar colaboró de forma mínima en la preproducción de la primera temporada. Dug Days, serie de cortos que sirve como secuela de la película Up, se estrenó el 1 de septiembre de 2021.
La serie Cars on the Road de la franquicia de Cars fue estrenada en 2022. Una serie original titulada Win or Lose se estrenó en febrero de 2025.

## Otros productos y servicios
Si bien el giro principal de Pixar es la producción de material cinematográfico y televisivo, también cuenta con otras líneas de productos y servicios. Por ejemplo, la mayoría de sus películas cuentan con sus respectivas adaptaciones a videojuegos. A principios de los años 1990 el estudio contaba con su propia área especializada, Pixar Interactive Division, que llegó a producir dos títulos: Toy Story Animated Storybook y Toy Story Activity Centre. La división fue clausurada en 1997, con el afán de centrarse en la industria del cine. Desde entonces otros juegos han sido producidos y distribuidos por Disney Interactive Studios, aunque los productores de Pixar suelen participar en su desarrollo.
El software de renderizado RenderMan, que surgió durante los años iniciales de Pixar, comenzó a ser distribuido al público en 2015, junto con el programa Tractor, utilizado en la producción de efectos visuales a gran escala. Ambos son compatibles con el programa informático Maya. Estas aplicaciones han sido usadas en el desarrollo de filmes como Stuart Little, Parque Jurásico, Jumanji, Armageddon y, más reciente, Escuadrón suicida, Rogue One: una historia de Star Wars y El libro de la selva, entre otros. Igual, el personal de Pixar ha colaborado con otras empresas en la producción de distintos recursos, como es el caso de la traducción de ciertas películas de Studio Ghibli; los guiones de Los Muppets (2011) y El libro de la selva (2016); el asistente personal inteligente Google Assistant; así como en la animación de una escena de El regreso de Mary Poppins (2018). En 2019 se estrenó en Disney+ el programa de telerrealidad Pixar In Real Life que «brinda icónicos personajes y sucesos de las películas del estudio en el mundo real».
Pixar también ha producido secuencias animadas para algunas atracciones de los parques temáticos de Disney inspiradas en sus películas. Tal es el caso de Tree of Life, filme exhibido en Animal Kingdom. Otras animaciones incluyen anuncios comerciales con fines promocionales de sus propios largometrajes. La mercadotecnia de Pixar está conformada también por una línea de ropa y accesorios con Forever 21; libros, juguetes y artículos coleccionables disponibles en la Pixar Studio Store, ubicada en el Steve Jobs Building; la plataforma virtual educativa Pixar in a Box, y otros productos con licencia ofrecidos por diversas compañías.

## Organización

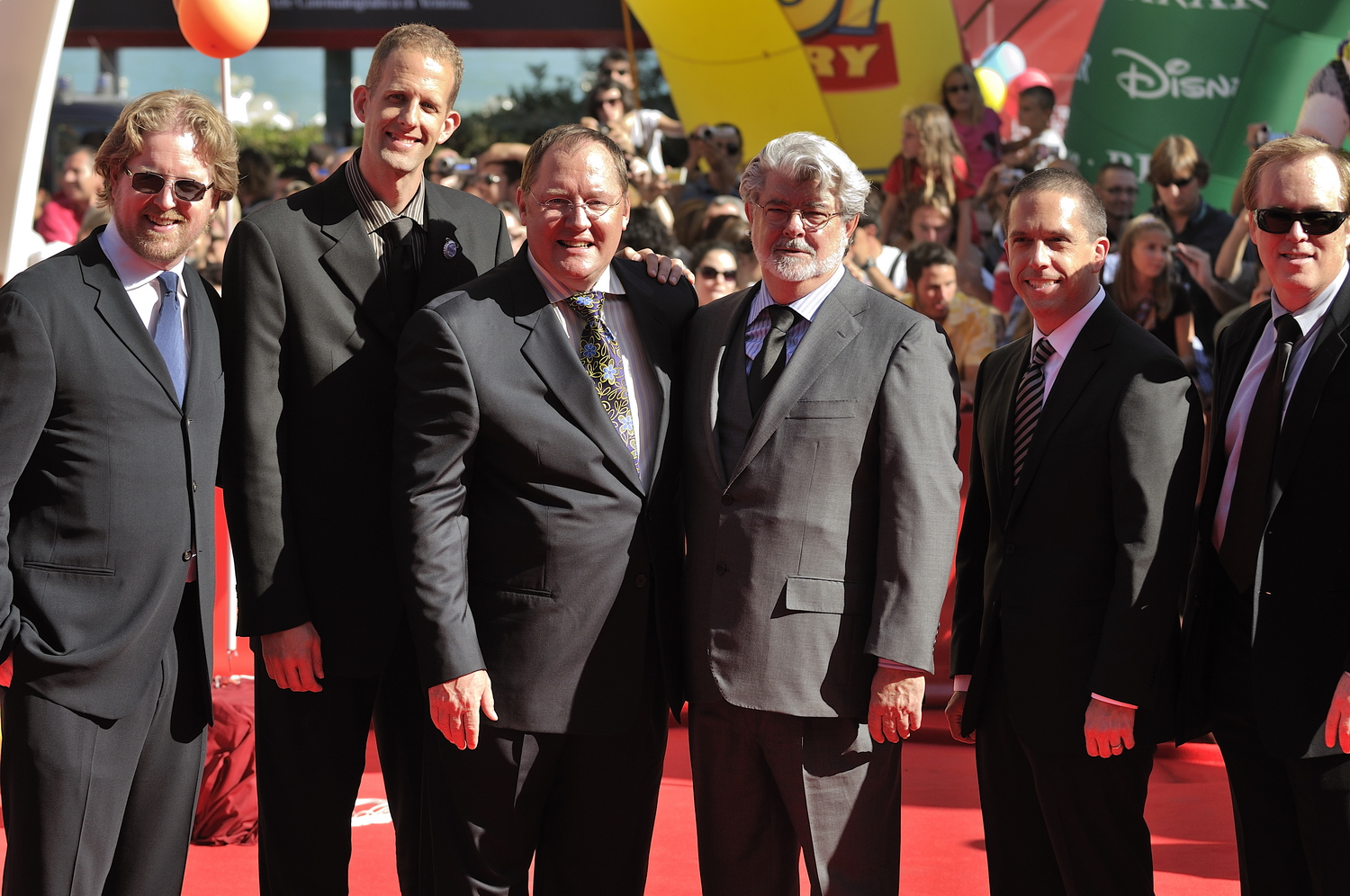
Los principales directores de Pixar durante el 66° Festival Internacional de Cine de Venecia en 2009. De izquierda a derecha: Andrew Stanton, Pete Docter, John Lasseter, Lucas, Lee Unkrich y Brad Bird.

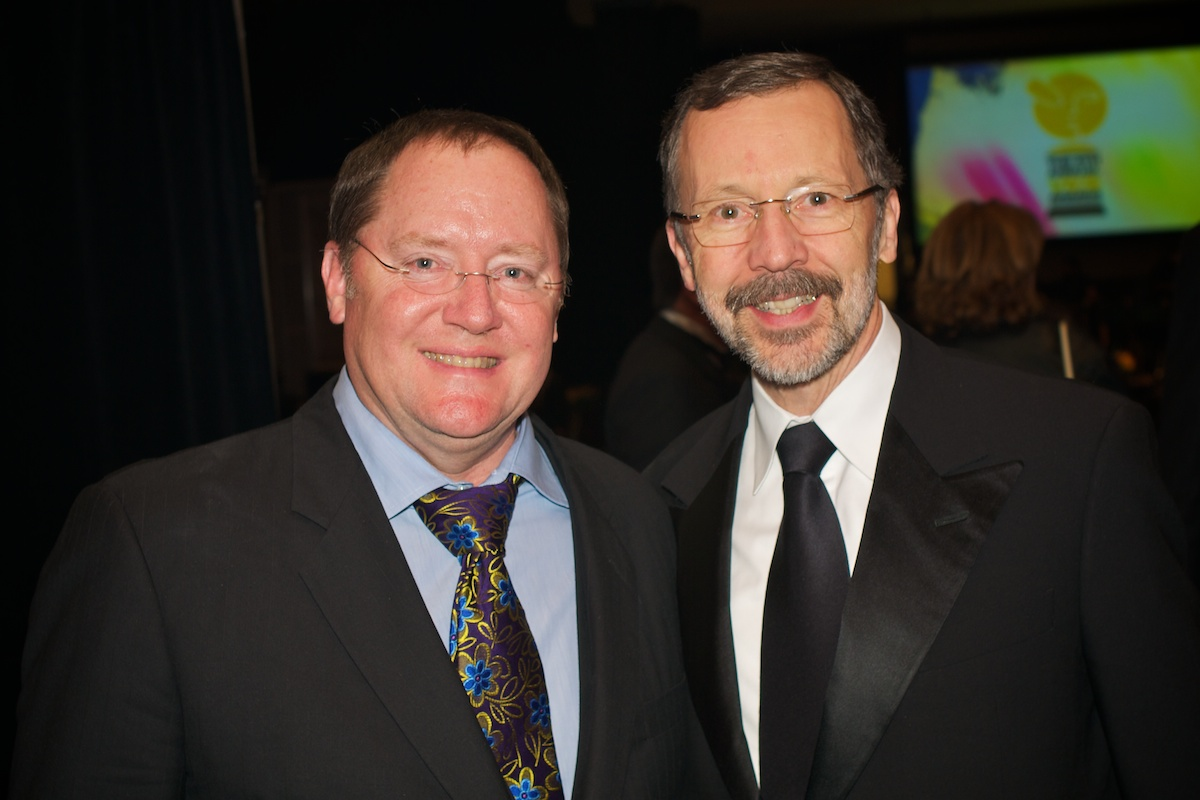
Lasseter y Catmull.

Las primeras oficinas de Pixar se encontraban en San Rafael, California junto con Lucasfilm. A finales de 1990 el estudio se trasladó al Point Richmond Tech Center, en la ciudad de Richmond. La sede actual de los estudios de animación se encuentra en 1200 Park Avenue, Emeryville, e incluye el Steve Jobs Building y la Pixar Studio Store. Las oficinas del equipo a cargo del desarrollo de RenderMan se encuentran en Seattle, Washington.
Hasta 2006, el consejo de administración de Pixar estaba integrado por al menos seis ejecutivos que eran elegidos anualmente por los accionistas del estudio, y un par de comités de auditorías y de compensaciones. Su presidente y director ejecutivo era Steve Jobs, y entre los principales ejecutivos se encontraban Ann Mather —vicepresidenta ejecutiva y directora de finanzas—, John Lasseter, Sarah McArthur, Lawrence B. Levy y Larry W. Sonsini. Tras la adquisición del estudio por parte de Disney, el vicepresidente de Pixar John Lasseter asumió la dirección creativa del departamento de animación de Disney, además de recibir el nombramiento de asesor de Walt Disney Imagineering, división responsable de las atracciones de los parques temáticos de la empresa. Hasta mediados de 2019, Catmull tuvo a cargo la presidencia de ambos estudios de animación,
 cuando fue reemplazado por Andrew Millstein y Jim Morris al frente de Disney Animation y Pixar, respectivamente. Las actividades de ambos presidentes son supervisadas por Alan Bergman, presidente de Walt Disney Studios. A su vez, Docter y Lee como directores creativos de Pixar y Disney Animation trabajan en coordinación con Alan Horn, presidente del consejo de administración de Walt Disney Studios. Jobs fue el mayor accionista de Disney, así como miembro de su consejo de administración entre 2006 y 2011. La estructura de Pixar incluye también dos grupos universitarios conformados por analistas de tecnología. Desde 2002 la empresa cotiza en la bolsa de valores NASDAQ.
La plantilla de Pixar ha ido en aumento de manera gradual; en 1990 contaba con cien empleados, y una década después estaba conformada por 581 empleados. En 2003 la cifra se incrementó a setecientos trabajadores. Finalmente en 2005 eran 775 empleados en total.

### Información financiera
A continuación algunos datos financieros de Pixar entre 1996 y 2005.
| Año  | Ingresos brutos (en millones USD) | Ingresos netos (en millones USD) | BPA  |
| ---- | --------------------------------- | -------------------------------- | ---- |
| 1996 | 35 218                            | 25 319                           | 0.66 |
| 1997 | 34 699                            | 22 190                           | 0.54 |
| 1998 | 14 307                            | 7 822                            | 0.18 |
| 1999 | 121 037                           | 49 224                           | 1.07 |
| 2000 | 172 267                           | 78 433                           | 1.66 |
| 2001 | 70 223                            | 36 217                           | 0.75 |
| 2002 | 201 724                           | 89 950                           | 1.78 |
| 2003 | 262 498                           | 124 768                          | 2.3  |
| 2004 | 273 472                           | 141 722                          | 2.5  |
| 2005 | 289 100                           | 152 900                          | 1.24 |

### Tecnología empleada
Los animadores utilizan primordialmente tres sistemas de animación: Marionette, para la articulación, animación y efectos de iluminación; Ringmaster, para la coordinación y seguimiento de proyectos; y RenderMan, para los efectos fotorrealistas. Los estudios cuentan a su vez con el Pixar Co-Op Program, una alternativa de su programa de formación profesional que le brinda la oportunidad a sus animadores de utilizar la tecnología de Pixar para producir filmes independientes. El primer proyecto animado resultante de dicho programa fue Borrowed Time (2016).

### Filosofía de trabajo y temáticas
El personal de Pixar es responsable del desarrollo de los temas, personajes, escenarios y demás elementos que forman parte de una película. Para ello recurren al Pixar Braintrust —traducido como «grupo de expertos de Pixar»—, consistente en un panel donde participan el director, los guionistas y el equipo de producción para proponer ideas y sugerencias en torno al desarrollo de la trama. Por lo general estas reuniones son convocadas cuando el director ya cuenta con una idea en mente, de modo que el panel pueda servir como un «grupo de incubación» que dé forma al concepto definitivo. Esta metodología ha sido utilizada constantemente por Pixar desde la producción de su primer largometraje, Toy Story. De acuerdo con Catmull, el éxito de estas reuniones se debe a la «buena comunicación del grupo, su franqueza al momento de aportar ideas y la creatividad». En sus palabras:

...tratamos de crear un entorno en el que todos quieran escucharse entre sí (incluso las sugerencias desafiantes) y en el que todos muestran un interés evidente en el éxito del otro. [De esta forma] le proporcionamos libertad y responsabilidad a nuestros directores.

Una vez que la trama ha sido desarrollada por completo, la producción continúa con la creación de los guiones gráficos, que incluyen diálogos y ocasionalmente composiciones musicales. El personal los cataloga como «los carretes de la historia» (del inglés story reels). A continuación siguen los procesos de modelado y animación por computadora de los personajes, que incluyen la adición de efectos de iluminación y textura. Por lo general un solo cuadro renderizado conlleva al menos una hora, pudiendo extenderse la duración sobre la base de la complejidad de la secuencia animada. Finalmente en la etapa de posproducción se llevan a cabo las correcciones del producto terminado, y la incorporación de los efectos de sonido. A lo largo de sus producciones se incluyen referencias a otros de sus trabajos y otros huevos de Pascua que tienen relación con el personal de Pixar.
Uno de los aspectos más valorados de su filmografía es la capacidad para «crear nuevos mundos, animar personajes únicos y contar historias por medio de la animación». En opinión de Catmull, las películas de Disney estrenadas a partir de los años 1960 carecían de tramas memorables y «le daban prioridad al arte sobre el relato». La intención de Pixar sería anteponer el desarrollo de las historias a la tecnología de animación. Normalmente el ciclo de producción de uno de sus filmes dura cinco años, de los cuales tres son empleados para la redacción y desarrollo del relato, el cual surge del proceso creativo Pixar Braintrust. En cada historia buscan que «el personaje principal crezca, cambie y se convierta en alguien mejor [...] No importa si es un juguete, un insecto, un monstruo o un automóvil», transmitiendo a la audiencia un mensaje inspirador a través de «la emotividad del relato».  Por lo general, sus personajes son objetos, animales y criaturas antropomorfas parlantes con problemas reconocibles que se embarcan en aventuras que les llevan a cambiar su perspectiva sobre la vida. Entre los temas abordados con frecuencia se incluyen la amistad y la lealtad, la cooperación y el trabajo en equipo, y la familia. Este último concepto, en opinión de la revista Slant Magazine, es el más representativo de sus producciones, que en su mayoría destacan la importancia de preservar la unión familiar frente a las adversidades y dificultades como la búsqueda de la identidad y el afrontamiento del miedo y de los conflictos emocionales.

## Impacto
La estrecha asociación entre Disney y Pixar durante los años 1990 y 2000 tuvo su origen en la visión empresarial de Pixar, cuyo objetivo era:

...convertirse en una marca líder en el entretenimiento familiar mediante el desarrollo y producción de largometrajes animados y productos relacionados de alta calidad, como juguetes, bandas sonoras, videojuegos y similares. Este acuerdo [con Disney] nos permite centrarnos en la producción y desarrollo creativo de las películas, mientras hacemos uso de la experiencia en mercadotecnia y notable infraestructura de distribución de Disney.

Su colaboración dio como resultado la producción del primer largometraje animado por computadora de la historia. En palabras de Eisner, director ejecutivo de Disney: «ninguno de nosotros [Disney y Pixar] pensábamos que Toy Story funcionaría tan bien como lo hizo. La tecnología es brillante, el reparto está inspirado y a mi parecer la historia logrará tocar un nervio [...] Cuando accedimos a trabajar juntos por primera vez, nunca consideramos que su primera película sería nuestro lanzamiento para la época navideña de 1995». Para Jobs, Toy Story representó el mayor progreso de la animación desde el primer largometraje animado de Disney, Snow White and the Seven Dwarfs (1937). La tecnología empleada por el estudio marcó un hito en la industria del cine y facilitó la edición de imágenes en movimiento, además de garantizar una calidad de animación más intrincada que el proceso tradicional de dibujo animado, pese a la complejidad inherente a la producción de animaciones por computadora en aquel entonces. A partir del éxito de Toy Story otros estudios comenzaron a desarrollar su tecnología de animación para producir largometrajes, como fue el caso de DreamWorks Animation (cuya primera película animada fue Antz, estrenada en 1997), Turner Broadcasting System y Warner Bros.

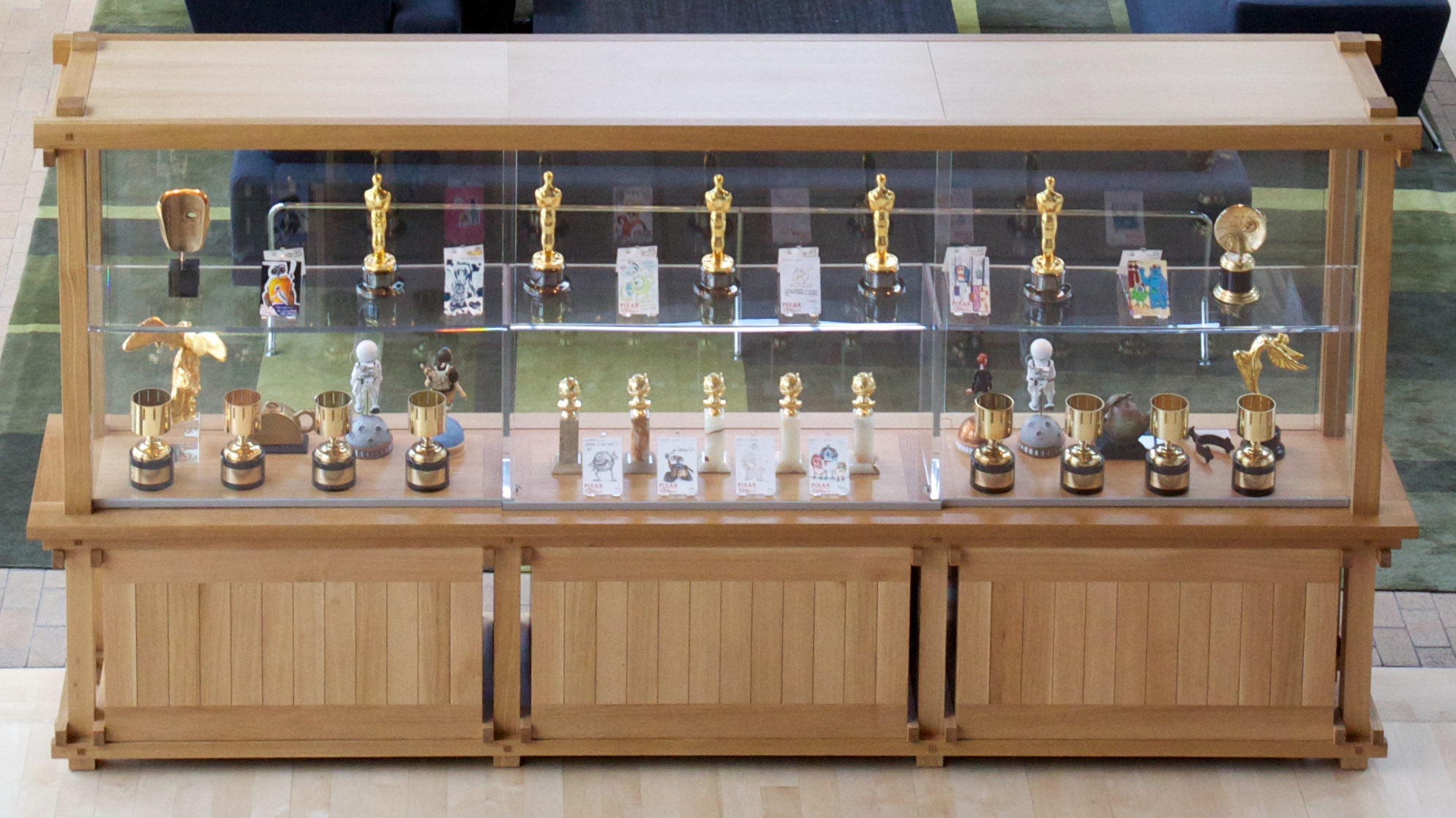
Vitrina con algunos de los premios obtenidos por Pixar, en el interior de su sede en Emeryville, California.

En su último año como compañía independiente Pixar obtuvo ganancias estimadas en 152.9 millones USD, siendo el año más rentable para el estudio. Sus seis largometrajes producidos hasta entonces habían recaudado más de tres mil millones de dólares en todo el mundo. En general, su filmografía cuenta mayormente con críticas favorables centradas en su «entretenimiento ingenioso, encantador y colorido para toda la familia, distinguido por su exuberante e innovadora animación y por sus reconfortantes tramas pobladas de personajes memorables». Lo anterior pese a que algunos filmes como Cars, Cars 2, Brave, Monsters University, The Good Dinosaur y Cars 3 han tenido una recepción más bien adversa y, en algunos casos, una recaudación significativamente inferior al resto de sus películas. Hasta comienzos de 2018 cada uno de sus filmes ha recaudado en promedio más de 250 millones USD en todo el mundo. Además de los diversos reconocimientos obtenidos por sus producciones (Buscando a Nemo fue su primer largometraje en obtener el premio Óscar como «Mejor película animada», mientras que Tin Toy fue el primero en obtener la distinción como «Mejor cortometraje animado» por la Academia de Artes y Ciencias Cinematográficas), los animadores y personal del estudio se han hecho acreedores a varios galardones por su trabajo, incluyendo premios Óscar honoríficos por su colaboración en el desarrollo de CAPS en 1992 (junto con Disney), así como por RenderMan en 1993. Hasta 2017 el estudio había obtenido catorce premios Óscar en la categoría de «Mejor película animada». De igual manera, Lasseter recibió un Óscar especial por la producción de Toy Story; Rob Cook, Loren Carpenter y Ed Catmull obtuvieron otro en 2001 por los avances en la renderización de películas a través de RenderMan; en adición al León de Oro especial a toda una carrera entregado a Lasseter, Bird, Docter, Stanton y Unkrich en 2009. En 2008 la revista Newsweek incluyó a Lasseter en su listado de las cincuenta personas más poderosas del mundo. Algunos otros premios obtenidos por la filmografía de Pixar incluyen reconocimientos Annie, BAFTA, Globos de Oro y Grammys.
Pixar celebró su vigésimo aniversario en 2006 con exhibiciones en el MoMA donde mostraron más de 500 obras originales, incluyendo dibujos, bocetos y arte conceptual de sus producciones. Para su vigésimo quinto aniversario en 2011 se estrenó la exposición Pixar: 25 Years of Animation que, además de incluir el material mostrado en la exhibición de 2006, incorporó arte conceptual de Ratatouille, WALL-E, Up y Toy Story 3. Desde entonces la exhibición se ha trasladado al Museo de Ciencias de Londres, el Australian Centre for the Moving Image de Melbourne, el Museo de Arte Contemporáneo de Monterrey, el Science Centre Singapore de Singapur, el Oakland Museum of California de Oakland, el Padiglione d’Arte Contemporanea de Milán, el Art Ludique Le Musée de París y la Ciudad de las Artes y las Ciencias de Valencia, entre otros. En 2012 se llevó a cabo por primera vez la gira Pixar in Concert, en San Francisco, California, en la que una orquesta en vivo interpreta algunos temas musicales de sus las películas del estudio, y tres años después se estrenó la exhibición itinerante The Science Behind Pixar en el Museo de la Ciencia, en la ciudad de Boston, la cual consiste en una exposición interactiva dividida en ocho fases que explican al visitante el proceso de producción del estudio. La exposición también se ha presentado en otras ciudades estadounidenses como Filadelfia y Los Ángeles y en 2025 en el Pavilhão do Conhecimento de Lisboa. Adicionalmente entre 2015 y 2016 se presentó la exposición Pixar: The Design of Story en el Museo Nacional de Diseño Cooper-Hewitt. Para celebrar el 30.º aniversario del estudio en 2016, se produjo otra exhibición titulada Pixar: 30 Years of Animation que concluyó a principios de 2019 en República Checa.